# Friedrich August von Lichtenberg
Freiherr Friedrich August von Lichtenberg (* 8. Dezember 1755 in Seeheim; † 10. Oktober 1819 in Mainz) war der erste Regierungschef des Großherzogtums Hessen.

## Herkunft
Sein Vater war Gottlieb Christoph Lichtenberg (1724–1756), Amtmann in Seeheim, seine Mutter Sophie Dorothea, geborene Wißmann (1722–1792), Witwe von Georg Alexander Campen (1704–1752), der bis zu seinem Tod 1752 Amtmann in Seeheim gewesen ist. 
Friedrich August Lichtenberg gehörte zu den Neffen des Naturwissenschaftlers, Schriftstellers und Dichters Professor Georg Christoph Lichtenberg. Er entstammt einer alten hessischen evangelisch-lutherischen Beamten- und Theologenfamilie mit Ursprung im Rheinland.

## Karriere
Friedrich August von Lichtenberg wurde unter dem bürgerlichen Namen Friedrich August Lichtenberg geboren, besuchte das Gymnasium in Darmstadt und studierte anschließend von 1773 bis 1776 Rechtswissenschaften in Göttingen. Ab 1778 arbeitete er in der Finanzverwaltung der Landgrafschaft Hessen-Darmstadt als „Akzessist“, Kustos, Bibliothekar und Archivar in Darmstadt, letzteres in der Nachfolge seines Onkels Friedrich August Wißmann. 1790 wurde er Geheimer Sekretär in der Geheimen Kanzlei und Regierungsrat. Er vertrat zusammen mit Christian Hartmann Samuel von Gatzert die Landgrafschaft auf dem  Rastatter Kongress (1797–1799), der die Beschlüsse des Friedens von Campo Formio umsetzen sollte, womit letztendlich und kurz darauf zu Beginn des 19. Jahrhunderts erhebliche Gebietsgewinne für die Landgrafschaft die Folge waren. In diesem Kontext wurde er 1798 zum geheimen Legationsrat ernannt.
1798 bis 1804 war er als Geheimer Legationsrat Gesandter der Landgrafschaft Hessen-Darmstadt am königlich preußischen Hof in Berlin. Anschließend wechselte er mit dem Titel eines „Geheimen Referendair“ in das Ministerium für auswärtige Angelegenheiten der Landgrafschaft. Engster Mitarbeiter war hier Johann Friedrich Strecker.
Als 1805 Carl Ludwig von Barckhaus gen. von Wiesenhütten in Ungnade fiel und als Regierungschef entlassen, die Stelle aber nicht unmittelbar nachbesetzt wurde, nahm Friedrich August von Lichtenberg faktisch seine Position ein und war damit selbst Chef der Regierung. Zu einem unbekannten Zeitpunkt wurde er auch offiziell mit dem Amt betraut und war damit der erste Regierungschef des 1806 zum Großherzogtum erhobenen Landes, ein Amt, das er bis 1819 innehatte. Am 16. Mai 1809 erhielt er den hessischen Adel und Freiherrnstand, 1813 den Titel „Wirklicher Geheimer Rat“ und „Staatsminister“.
Er erkrankte schwer an Gicht. Als Karl Ludwig Wilhelm von Grolmann am 31. Juli 1819 zum Wirklichen Geheimen Rat und Mitglied des Staatsministeriums ernannt wurde, war Friedrich August von Lichtenberg faktisch entmachtet. Noch im gleichen Jahr verstarb er.

## Familie
Friedrich August von Lichtenberg war mit Johannette Rosine Küster (* 25. September 1757 Darmstadt; † 16. September 1839, ebenda) verheiratet. Ihre Eltern waren Franz Heinrich Küster, Ober-Kammerfourier und Fourage-Inspektor in Darmstadt, und die Beamten-Tochter Katharina Barbara Meurer.

## Ehrungen
- 1809 Freiherrenstand[9]
- Lehen in Groß-Hausen[10]
- 1813 Wirklicher geheimer Rat[11]